# Vāsanā
Vasaná ou vasana (sânscrito; devanagari: वासना; transl.: vāsanā) é uma tendência comportamental ou impressão cármica que influencia o comportamento atual de uma pessoa. É um termo técnico na filosofia indiana, particularmente no ioga, bem como na filosofia budista e no Advaita Vedanta. 

## Nomenclatura, ortografia e etimologia
Vāsanā (devanagari: वासना, em tibetano: བག་ཆགས; Wylie: bag chags) e seu homônimo próximo vasana (devanagari: वसन) são da mesma raiz linguística indo-europeia, partilhando de um mesmo tema comum de 'habitação' ou 'residência'.
- Vāsanā (devanagari: वासना): 
  - Impressões passadas, impressões formadas, a consciência presente das percepções passadas (da vida);
  - A impressão de qualquer coisa na mente, a consciência presente formada a partir de percepções passadas, conhecimento derivado da memória, as impressões restantes na mente;
  - Pensar em, ansiar por, expectativa, desejo, inclinação.
- Vasana (Devanagari: वसन): tecido, roupas, vestido, vestimenta, vestuário, traje, habitação ou residência.

## Budismo
Keown (2004) define o termo geralmente dentro do budismo da seguinte forma: 
 "vāsanā (sct.) Tendências ou disposições habituais, um termo, frequentemente usado como sinônimo de bīja ('semente'). É encontrado nas fontes páli e sânscrito iniciais, mas ganha destaque com o Yogācāra, para a qual denota a energia latente resultante de ações que se pensa serem 'impressas' na consciência-armazém do sujeito (ālaya-vijñāna). Acredita-se que o acúmulo dessas tendências habituais predisponha alguém a padrões particulares de comportamento no futuro." 
 Sandvik (2007) afirma que: 
... bag chags, em sânscrito vāsanā. Essa palavra é muito usada em apresentações sobre karma. Significa tendências habituais, inclinações sutis que são impressas na mente, como uma mancha. Por exemplo, se alguém fuma, há uma tendência habitual de uma vontade de fumar todos os dias, geralmente na mesma hora. Há bag chags de escalas maiores, como por que algumas pessoas são gentis por natureza e outras são cruéis; é a tendência de se comportar de uma certa maneira que desencadeará ações semelhantes no futuro, reforçando as mudanças as bag chags.

### Cheng Weishi Lun
Lusthaus afirma que o Cheng Weishi Lun (chinês:成唯識論), um comentário sobre o Triṃśikā-vijñaptimātratā de Vasubandhu, listas três tipos de vasanás, que são sinônimos de 'bija' ou 'sementes':
1. Vāsanā de 'nomes e palavras' ou 'termos e palavras' (chinês: ming-yen hsi-chi'i) que equivale a 'condicionamento linguístico latente'. Essas sementes, plantadas na 'consciência raiz' (sânscrito: alaya-vijnana) por 'termos e palavras' são as 'causas' (sânscrito: hetu) e 'condições' (sânscrito: pratyaya) de cada 'elemento condicionado ou causado ou fenômenos' (sânscrito: samskrita dharma). Existem duas formas: 
  1. 'Termos e palavras indicando um referente' (chinês: piao-yi ming ien) através do qual um fluxo mental é capaz de expressar significados (chinês: ch'uan) (yi, artha, referente) pela diferenciação de sons vocais (chinês: yin- sheng ch'a-pieh); e
  2. 'Termos e palavras que revelam campos perceptivos' (chinês: hsien-ching ming wen), através dos quais uma corrente mental discerne (sânscrito: vijnapti, upalabdhi) campos perceptivos (sânscrito: visaya) como 'fenômenos da mente' (sânscrito: citta dharma caitta dharmas).
2. Vasanas de auto-apego (sânscrito: atma-graha-vasana; chinês: wo-chih hsi-ch'i) denotando o falso apego às sementes de 'eu' e 'meu'.
3. Vasanas que vinculam fluxos de ser (sânscrito: bhavanga-vasana; chinês: yu-chih hsi-ch'i), que denotam as sementes cármicas, 'diferentemente amadurecendo' (sânscrito: vipaka) que transitam (chinês: chao) de um fluxo de ser ao outro nos Três Mundos (sânscrito: Triloka). A bhavanga (ligação de um fluxo de ser ao seguinte) é de dois tipos: 
  1. Contaminadas mas vantajosas (sânscrito: sasrava-kusala; chinês: yu-lou shan) que são ações (sânscrito: karma) que produzem frutos desejáveis (em chinês: k'e-ai); e
  2. Desvantajosas, ou seja, ações que produzem frutos indesejáveis.

### Bon & Dzogchen
Bag chags são importantes na soteriologia bonpo, especialmente a visão do Bonpo dzogchenpa, em que está fundamentalmente relacionada às doutrinas-chave da 'Pureza Primordial' (em tibetano: ཡེ་ནས་ཀ་དག; Wylie: ye nas ka dag) Como Karmay relata em sua tradução em inglês do texto bonpo 'Kunzi Zalshay Selwai Gronma' (em tibetano: ཀུན་གཞི་ཞལ་ཤེས་གསལ་བའི་སྒྲོན་མ; Wylie: kun gzhi zhal shes gsal ba'i sgron ma) do tibetano:
"Algumas pessoas duvidam que, se kun gzhi é puro desde o princípio, ele não pode ser aceito como o solo em que se acumula as impressões (bag chags), mas se é o local para armazenar as bag chags, não pode ser puro desde o início.
A essência do kun gzhi em nenhum momento jamais foi contaminada pelas bag chags, uma vez que é absolutamente pura desde o princípio. Nesse caso, pode-se pensar que não pode ser o 'solo' para armazenar as bag chags. No entanto, as bag chags são armazenadas lá apenas através da 'coordenação' de todos os oito tipos de consciência. Kun gzhi é, portanto, apenas o solo para armazenar as bag chags. É como uma tesouraria. 

Embora na esfera do espaço, muitos mundos vieram à existência e permanecem, a essência do espaço permanece imaculada pela sujeira do mundo, mesmo uma partícula dele.

## Hinduísmo

### Vaishanavismo
Śrīmad Bhāgavatam (5.11.5) (também conhecido como o Bhagavata Purana), um texto principal da tradição Vaishnava de Sanatana Dharma emprega o termo 'vasana':
| Devanagari         | Transcrição romana                 |
| ------------------ | ---------------------------------- |
| स वासनात्मा विषयोपरक्तो    | sa vāsanātmā viṣayoparakto         |
| गुणप्रवाहो विकृतः षोडशात्मा   | guṇa-pravāho vikṛtaḥ ṣoḍaśātmā     |
| बिभ्रत्पृथतङनामभि रूपभेदम्  | bibhrat pṛthań-nāmabhi rūpa-bhedam |
| अन्तर्बहिष्ङवं च पुरैस्तनोति | antar-bahiṣṭvaṁ ca purais tanoti   |

Uma tradução satisfatória ainda não foi obtida, mas a importância é que as 'volições-da-mente-impressas' (vāsanātmā), sejam piedosas ou ímpias, são condicionadas pelas Gunas. As gunas impelem a mente a diferentes 'formações' (rūpa-bhedam). A 'mente' (atma) é a mestre dos dezesseis elementos materiais. Sua 'qualidade refinada ou grossa' (antaḥ-bahiṣṭvam) determina as formações mentais da manifestação (tanoti). 

### Advaita Vedanta
Uma vasana significa literalmente 'desejar', mas é usada no Advaita no sentido de tendências subconscientes ou latentes na natureza da pessoa.
  

Escrevendo da perspectiva do Advaita Vedanta, Waite se refere a um modelo oferecido por Edward de Bono:
 

Se você pegar uma geleia, solidificada e despejada em um prato, e jorrar água muito quente por cima, ela escorrerá para fora do prato e deixará um ralo canal onde a água quente derreteu a geleia. Se agora você derramar mais água quente, ela tenderá a entrar nos mesmos canais de antes, pois eles oferecem a linha de menor resistência, e aprofundar os canais. Se isso for feito repetidamente, canais muito profundos se formarão e será difícil, se não impossível, fazer a água correr em qualquer outro lugar. O equivalente a um hábito arraigado foi formado. 